# Gonatocerus flavocinctus
Gonatocerus flavocinctus är en stekelart som först beskrevs av Walker 1846.  Gonatocerus flavocinctus ingår i släktet Gonatocerus och familjen dvärgsteklar. Inga underarter finns listade i Catalogue of Life.